# موژه (شهرستان خاینووکا)
موژه (به لاتین: Morze) یک روستا در لهستان است که در گمینا چژه واقع شده‌است.